# Hibbertia hooglandii
Hibbertia hooglandii är en tvåhjärtbladig växtart som beskrevs av Judith Roderick Wheeler. Hibbertia hooglandii ingår i släktet Hibbertia och familjen Dilleniaceae. Inga underarter finns listade i Catalogue of Life.